# Jonny Forsström
Jonny Forsström, född 24 mars 1944 i Möckleby på Öland, död 9 april 2017, var en svensk autodidakt målare och skulptör.
Jonny Forsström föddes på Öland men växte upp i Malmberget. I tidig skolålder flyttade han till Alingsås och senare till Trollhättan. Forsström började måla på 1960-talet när han studerade vid Färgelanda folkhögskola. Han lät sig inspirerades av vikingarnas kultur och Cobragruppen.
Forsström har haft ateljé i Vänersborg på 1960-talet, i SoHo, New York på 1980-talet och i Trollhättan på 1990-talet, samt återigen i Vänersborg på 2000-talet.

## Utställningar
- Skånska konstmuseum, 1971
- Trollhättans museum, 1973
- Trollhättans konsthall, 1990-1993 och 1999-2006